# Список нормативних документів щодо інформаційної безпеки в Україні
1. Закони України:
- Закон України «Про інформацію» від 02.10.1992 № 2657-XII
- Закон України «Про захист інформації в інформаційно-телекомунікаційних системах» від 05.07.1994 № 80/94-ВР
- Закон України «Про державну таємницю» від 21.01.1994 № 3855-XII
- Закон України «Про захист персональних даних» від 01.06.2010 № 2297-VI

2. Постанови КМУ:
- Постанова Кабінету міністрів України «Про затвердження Правил забезпечення захисту інформації в інформаційних, телекомунікаційних та інформаційно-телекомунікаційних системах» від 29.03.2006 №373
- Постанова Кабінету міністрів України «Про затвердження Типової інструкції про порядок ведення обліку, зберігання, використання і знищення документів та інших матеріальних носіїв інформації, що містять службову інформацію» від 19 жовтня 2016 р. № 736 [Архівовано 22 березня 2022 у zakon.rada.gov.ua]

3. Нормативні документи в галузі технічного захисту інформації  та державні стандарти України (ДСТУ) стосовно створення і функціонування КСЗІ:
- НД ТЗІ 3.7-003-05 Порядок проведення робіт із створення комплексної системи захисту інформації в інформаційно-телекомунікаційній системі [Архівовано 10 січня 2020 у Wayback Machine.]
- Державний стандарт України. Захист інформації. Технічний захист інформації. Порядок проведення робіт. ДСТУ 3396.1-96 [Архівовано 18 вересня 2020 у Wayback Machine.]
- НД ТЗІ 1.4-001-2000 Типове положення про службу захисту інформації в автоматизованій системі [Архівовано 10 січня 2020 у Wayback Machine.]
- НД ТЗІ 2.5-004-99 Критерії оцінки захищеності інформації в комп’ютерних системах від несанкціонованого доступу [Архівовано 20 березня 2022 у Wayback Machine.]
- НД ТЗІ 2.5-005-99 Класифікація автоматизованих систем і стандартні функціональні профілі захищеності оброблюваної інформації від несанкціонованого доступу [Архівовано 20 березня 2022 у Wayback Machine.]
- НД ТЗІ 2.5-008-02 Вимоги із захисту конфіденційної інформації від несанкціонованого доступу під час оброблення в автоматизованих системах класу 2 [Архівовано 20 березня 2022 у Wayback Machine.]
- НД ТЗІ 2.5-010-03 Вимоги до захисту інформації WEB-сторінки від несанкціонованого доступу [Архівовано 23 січня 2020 у Wayback Machine.]
- НД ТЗІ 3.7-001-99 Методичні вказівки щодо розробки технічного завдання на створення комплексної системи захисту інформації в автоматизованій системі [Архівовано 20 березня 2022 у Wayback Machine.]
- НД ТЗІ 3.6-001-2000 Технічний захист інформації. Комп’ютерні системи. Порядок створення, впровадження, супроводження та модернізації засобів технічного захисту інформації від несанкціонованого доступу [Архівовано 3 лютого 2020 у Wayback Machine.]
- Автоматизированные системы. Требования к содержанию документов РД 50-34.698 [Архівовано 2 червня 2019 у Wayback Machine.]
- Техническое задание на создание автоматизированной системы. ГОСТ 34.602-89 [Архівовано 10 вересня 2016 у Wayback Machine.]
- НД ТЗІ 1.1-002-99 Загальні положення щодо захисту інформації в комп'ютерних системах від несанкціонованого доступу [Архівовано 20 березня 2022 у Wayback Machine.]